# Ángel Claudino
Ángel Antonio Claudino (San Isidro, 8 dicembre 1995) è un giocatore di calcio a 5 argentino, campione sudamericano con la Nazionale argentina nel 2022.

## Carriera
Sebbene il suo ruolo naturale sia quello di laterale sinistro, durante la carriera è stato talvolta schierato dagli allenatori come pivot per sfruttare la sua propensione offensiva. Con la Nazionale maschile under 20 di calcio a 5 dell'Argentina ha conquistato il terzo posto al campionato sudamericano di calcio a 5 Under-20 2014. Con la nazionale maggiore ha disputato finora la Coppa del Mondo 2021 e due edizioni della Copa América.

## Palmarès

### Nazionale
- Coppa America: 1

Paraguay 2022